# Ernest-Bernard Allo
Ernest-Bernard Allo, né à Quintin (Côtes-du-Nord) le 3 février 1873, mort à Étiolles (Seine-et-Oise) le 19 janvier 1945, est un dominicain français, théologien catholique, spécialiste d'exégèse du Nouveau Testament et de l'histoire des religions.

## Biographie
Fils d'un médecin, il fit ses études à l'École Saint-Charles de Saint-Brieuc, puis au collège Stanislas à Paris. Le 7 décembre 1893, il prit l'habit dominicain, et le 10 octobre 1894 fit profession simple à Amiens. De 1894 à 1900, il fit des études ecclésiastiques, d'abord au couvent Saint-Dominique de Corbara (Corse), ensuite au noviciat de Flavigny-sur-Ozerain (Côte-d'Or). Le 9 février 1896, il reçut la tonsure et les ordres mineurs, le 25 décembre 1897 il fit sa profession solennelle, et le 25 septembre 1898 il fut ordonné prêtre.
De l'automne 1900 à 1904, il enseigna la théologie dogmatique au séminaire syro-chaldéen Saint-Jean de Mossoul (fondé par les dominicains en 1878). Le 6 novembre 1904, il fut affecté par le maître de l'Ordre, André Frühwirth, au couvent Saint-Étienne de Jérusalem (siège de l'École biblique française), et nommé lecteur de théologie dogmatique. Ensuite, de 1905 à 1930, il fut professeur d'exégèse néotestamentaire à l'Université catholique de Fribourg (Suisse). Il y fut deux fois doyen de la faculté de théologie, et recteur en 1922/23. De 1930 à 1938, il occupa la chaire d'histoire des religions et y adjoignit un cours de missiologie. Il se démit de son enseignement fribourgeois le 3 juin 1938 et gagna peu après le couvent d'Étiolles. Le 13 février 1941, il fut nommé consulteur de la Commission pontificale biblique par le pape Pie XII. 

## Publications
- Le travail d'après saint Paul, Paris, P. Lethielleux, 1914.
- Saint Jean. L'Apocalypse, Paris, J. Gabalda, 1921, cclxviii-373 p. ; 3e édition augmentée, Paris, Ed. Large ? (ou Lecoffre), 1933.
- L'Empire romain et l'Église, Fribourg, Fragnière, 1929.
- Plaies d'Europe et baumes du Gange, Paris, Éditions du Cerf, 1931.
- Saint Paul. Première épître aux Corinthiens, Paris, J. Gabalda, 1934.
- Paul apôtre de Jésus-Christ, Paris, Éditions du Cerf, 1942.
- L'évangile spirituel de saint Jean, suivi de Le Règne de Dieu et le monde, Paris, Éditions du Cerf, 1944.
- Évangile et évangélistes, Paris, Éditions du Cerf, 1944.
- Saint Paul. Seconde épître aux Corinthiens, Paris, J. Gabalda, 1956.